# Bitter-Sweet
Bitter-Sweet je studiové album anglického zpěváka Bryana Ferryho a jeho orchestru. Vydání proběhlo 30. listopadu roku 2018. Obsahuje nové verze starších písní, a to jak z Ferryho sólové kariéry, tak i od jeho bývalé kapely Roxy Music. Na rozdíl od alba The Jazz Age (2012), které rovněž obsahovalo nové verze starších písní v orchestrálním jazzovém stylu, ale instrumentálních, bude toto album obsahovat také několik zpívaných písní. Podnět pro album Ferrymu dala jeho práce na televizním seriálu Babylon Berlin (2017). Album se umístilo na šedesáté příčce britské hitparády.

## Seznam skladeb
1. Alphaville
2. Reason or Rhyme
3. Sign of the Times
4. New Town
5. Limbo
6. Bitter-Sweet
7. Dance Away
8. Zamba
9. Sea Breezes
10. While My Heart Is Still Beating
11. Bitters End
12. Chance Meeting
13. Boys and Girls

## Obsazení
- Bryan Ferry – zpěv, aranžmá
- Karen Street – akordeon
- Katy Cox – violoncello
- Chris Laurence – kontrabas
- Sam Becker – kontrabas
- Camilla Pay – harfa
- Chloe Beth Smith
- Charlie Woof-Byrne – klavír
- Emma Owens – viola
- Sarah Chapman – viola
- Emma Parker – housle
- Victoria Sutherland – housle
- Bobbie Gordon – zpěv
- bandoneon, klavír
- banjo, kytara
- Alan Barnes – barytonsaxofon, klarinet
- John Sutton – bicí
- Frank Ricotti – perkuse
- Colin Good – klavír, harmonium, aranžmá
- Richard White – sopránsaxofon, altsaxofon, bassaxofon, klarinet, basklarinet
- Robert Fowler – tenorsaxofon, klarinet
- Ian Bateman – pozoun
- Malcolm Earle Smith – pozoun
- Enrico Tomasso – trubka
- Marc Easener – tuba, suzafon
- Marina Moore – viola, housle
- Ros Stephen – housle, viola